# 개억새속
개억새속(---屬, 학명: Pseudopogonatherum 프세우도포고나테룸[*])은 벼과의 속이다. 개억새속 식물들은 별개의 속으로 분리되어 나오기 전까지 에울랄리아속에 속하는 것으로 여겨졌다. 아시아와 오세아니아에 분포하며, 한국에서는 개억새와 털개억새 두 종이 자생한다.

## 하위 종
- 개억새 P. speciosum (Debeaux) Ohwi
- 털개억새 P. quadrinerve (Hack.) Ohwi
- P. contortum (Brongn.) A.Camus
- P. filifolium (S.L.Chen) H.Yu, Y.F.Deng & N.X.Zhao
- P. irritans (R.Br.) A.Camus
- P. trispicatum (Schult.) Ohwi